# 中山好三
中山 好三（なかやま よしぞう、1919年9月8日 - 1982年10月8日）は、日本の経営者。日興証券社長を務めた。山口県出身。

## 経歴・人物
1940年に早稲田大学専門部政治経済学科を卒業し、同年に日興証券に入社した。
1962年11月に取締役に就任し、1964年11月に常務、1968年8月に専務、1972年11月に副社長を経て、1975年3月に社長に就任。1981年12月には会長に就任。
1982年10月8日肺炎のために死去。63歳没。